# Tim Mielants

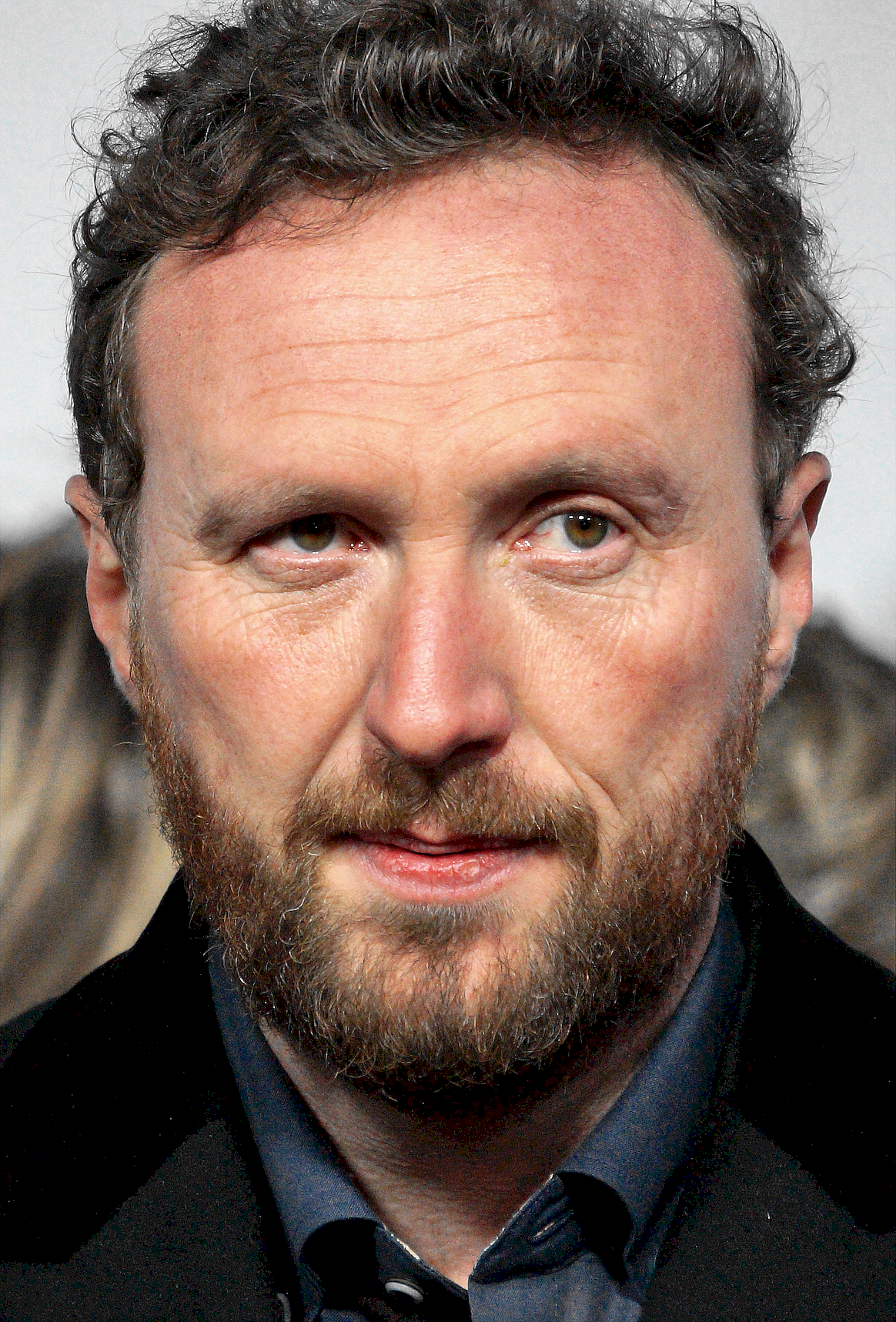
Tim Mielants (2024)

Tim Mielants (* 11. Dezember 1979 in Mortsel) ist ein belgischer Filmregisseur und Drehbuchautor. 

## Leben
Tim Mielants wurde 1979 in Mortsel geboren, studierte am LUCA Campus Sint-Lukas in Brüssel und begann seine Karriere zunächst als Regisseur verschiedener flämischer Fernsehserien wie Super 8 und Code 37.
Mielants Spielfilmdebüt De Patrick kam Ende August 2019 in die belgischen Kinos und wurde beim Karlovy Vary International Film Festival mit dem Preis für die beste Regie und mit sieben Ensor Flemish Film Awards ausgezeichnet. Als Lead Director der BBC-Miniserie The Responder mit Martin Freeman erhielt der Regisseur BAFTA-, RTS- und Emmy-Nominierungen. Sein Filmdrama Small Things Like These mit Cillian Murphy, Ciarán Hinds und Emily Watson in den Hauptrollen feierte Mitte Februar 2024 bei den Internationalen Filmfestspielen in Berlin seine Premiere, wo der Film im Wettbewerb für den Goldenen Bären nominiert ist.

## Filmografie
- 2009: Super8 (Fernsehserie, Drehbuch)
- 2011–2012: Code 37 (Fernsehserie, Regie bei 11 Folgen)
- 2012–2013: Zingaburia (Fernsehserie, Regie bei 10 Folgen)
- 2014: Cordon (Fernsehserie, Regie bei 10 Folgen)
- 2016: Peaky Blinders – Gangs of Birmingham (Peaky Blinders, Fernsehserie, Regie bei 6 Folgen)
- 2016: The Tunnel – Mord kennt keine Grenzen (The Terror, Fernsehserie, Regie bei 2 Folgen)
- 2017–2018: Legion (Fernsehserie, Regie bei 3 Folgen)
- 2018: The Terror (Fernsehserie, Regie bei 4 Folgen)
- 2019: De Patrick (Regie und Drehbuch)
- 2022: The Responder (Fernsehserie, Regie bei 2 Folgen)
- 2023: Weil der Mensch erbärmlich ist (Wil)
- 2024: Small Things Like These (Regie)

## Auszeichnungen
British Academy Television Awards
- 2023: Nominierung als Beste Dramaserie (The Responder)[4]

Karlovy Vary International Film Festival
- 2019: Nominierung für den Kristallglobus im Hauptwettbewerb (De Patrick)
- 2019: Auszeichnung für die Beste Regie (De Patrick)[5]

Magritte
- 2020: Auszeichnung als Bester flämischer Film (De Patrick)

Palm Springs International Film Festival
- 2020: Nominierung für den New Voices/New Visions Grand Jury Prize (De Patrick)[6]